# Schloss Charlottenburg
Schloss Charlottenburg er det største slot i Berlin. Det ligger i Charlottenburg i bydelen Charlottenburg-Wilmersdorf. 

## Slottets historie
Slottet blev opført mellem 1695 og 1699 i italiensk barokstil og hed oprindeligt Lietzenburg. Det blev tegnet af arkitekten Arnold Nering til Sophie Charlotte, kurfyrst Frederik 1. af Preussens hustru. Efter kroningen i Königsberg af Frederik til preussisk konge og Sophie Charlotte til dronning i 1701, blev slottet, der havde fungeret som sommerresidens, udvidet og ombygget. Det fik sit nuværende navn i 1705 efter dronningens død. Mellem 1709 og 1712 fandt endnu en udbygning sted med orangeriet og kuplen.
Frederik 1. døde i 1713, og Schloss Charlottenburg førte en skyggetilværelse under hans efterfølger, Frederik Vilhelm 1. af Preussen. Da Frederik den store kom til magten i 1740, iværksatte han endnu en udvidelse ved arkitekten Georg Wenzeslaus von Knobelsdorff med den østlige fløj. Senere koncentrerede Frederik sig om  Sanssouci i Potsdam, der blev færdigt i 1747.
S blev slottet helt færdigt under Frederik Vilhelm 2. med den vestlige tilbygning med teater og et lille orangeri af Carl Gotthard Langhans.
Slotsparken blev anlagt i slutningen af 1600-tallet af Simeon Godeau som fransk barokhave. I slutningen af 1700-tallet blev den delvist omdannet til engelsk landskabspark. I slotshaven findes bl.a. tehuset Belvedere bygget af Langhans i 1786, den napolitanske villa Neue Pavillon fra 1824 og mausolæet for dronning Louise fra 1810.
Slottet blev alvorligt beskadiget under 2. verdenskrig. Det blev genopbygget efter 1945 og er i dag museum. I det tidligere slotsteater findes et museum for forhistorisk arkæologi, Museum für Vor- und Frühgeschichte. I det lille orangeri er der restaurant. Parken er bypark for bl.a. Charlottenburger Altstadt. Der er planer om at indføre entré til parken.
Fra 2004 til 2006 var Schloss Charlottenburg sæde for Tysklands præsident, mens Schloss Bellevue blev renoveret.

## Julemarked
Der er hvert år op til jul et stort julemarked foran slottet. Markedet har både inden- og udendørs boder og udskænkningssteder og smårestauranter. Der er også underholdning på pladsen.

## Weblinks
52°31′16″N 13°17′45″Ø / 52.52111°N 13.29583°Ø